# Dreiband-Europameisterschaft der Junioren 2004

Logo CEB (ausrichtender Verband)

Die Dreiband-Europameisterschaft der Junioren 2004 war ein Turnier in der Karambolagedisziplin Dreiband und fand vom 6. bis 8. Februar in Hoogeveen statt.

## Modus
Gespielt wurde mit 16 Teilnehmern in vier Gruppen à vier Spielern im Round-Robin-Modus. Die beiden Gruppenbesten qualifizierten sich für das Viertelfinale. Bei Punktegleichheit zählte der direkte Vergleich. Die Partiedistanz betrug zwei Gewinnsätze à 15 Punkte.

## Qualifikation
| Abschlusstabelle Gruppe A | Abschlusstabelle Gruppe A | Abschlusstabelle Gruppe A | Abschlusstabelle Gruppe A | Abschlusstabelle Gruppe A | Abschlusstabelle Gruppe A | Abschlusstabelle Gruppe A | Abschlusstabelle Gruppe A | Abschlusstabelle Gruppe A |
| Platz                     | Name                      | PP                        | SP                        | Pkte                      | Aufn.                     | GD                        | BED                       | HS                        |
| ------------------------- | ------------------------- | ------------------------- | ------------------------- | ------------------------- | ------------------------- | ------------------------- | ------------------------- | ------------------------- |
| 1                         | Wesley de Jaeger          | 6                         | 6:1                       | 104                       | 114                       | 0,912                     | 1,428                     | 9                         |
| 2                         | Erwin van den Heuvel      | 4                         | 4:3                       | 82                        | 93                        | 0,881                     | 0,972                     | 5                         |
| 3                         | Philipp Jaklin            | 2                         | 2:5                       | 58                        | 131                       | 0,442                     | 0,566                     | 3                         |
| 4                         | Thomas Knudsen            | 0                         | 3:6                       | 106                       | 155                       | 0,683                     | -                         | 6                         |

| Abschlusstabelle Gruppe B | Abschlusstabelle Gruppe B | Abschlusstabelle Gruppe B | Abschlusstabelle Gruppe B | Abschlusstabelle Gruppe B | Abschlusstabelle Gruppe B | Abschlusstabelle Gruppe B | Abschlusstabelle Gruppe B | Abschlusstabelle Gruppe B |
| Platz                     | Name                      | PP                        | SP                        | Pkte                      | Aufn.                     | GD                        | BED                       | HS                        |
| ------------------------- | ------------------------- | ------------------------- | ------------------------- | ------------------------- | ------------------------- | ------------------------- | ------------------------- | ------------------------- |
| 1                         | Jeffrey Jorissen          | 4                         | 5:2                       | 91                        | 99                        | 0,919                     | 1,071                     | 5                         |
| 2                         | Stéphane Schillinger      | 4                         | 5:4                       | 117                       | 125                       | 0,936                     | 1,200                     | 7                         |
| 3                         | Steven van Acker          | 4                         | 4:4                       | 95                        | 109                       | 0,871                     | 1,000                     | 7                         |
| 4                         | Alain Houlman             | 0                         | 1:6                       | 66                        | 122                       | 0,540                     | -                         | 6                         |

| Abschlusstabelle Gruppe C | Abschlusstabelle Gruppe C | Abschlusstabelle Gruppe C | Abschlusstabelle Gruppe C | Abschlusstabelle Gruppe C | Abschlusstabelle Gruppe C | Abschlusstabelle Gruppe C | Abschlusstabelle Gruppe C | Abschlusstabelle Gruppe C |
| Platz                     | Name                      | PP                        | SP                        | Pkte                      | Aufn.                     | GD                        | BED                       | HS                        |
| ------------------------- | ------------------------- | ------------------------- | ------------------------- | ------------------------- | ------------------------- | ------------------------- | ------------------------- | ------------------------- |
| 1                         | Carlos Crespo             | 6                         | 6:1                       | 99                        | 112                       | 0,883                     | 1,071                     | 7                         |
| 2                         | Roel Goemans              | 2                         | 3:4                       | 72                        | 129                       | 0,558                     | 0,638                     | 5                         |
| 3                         | Thierry Amar              | 2                         | 2:4                       | 73                        | 109                       | 0,669                     | 0,857                     | 6                         |
| 4                         | Balázs Léb                | 2                         | 2:4                       | 50                        | 89                        | 0,561                     | 1,071                     | 4                         |

| Abschlusstabelle Gruppe D | Abschlusstabelle Gruppe D | Abschlusstabelle Gruppe D | Abschlusstabelle Gruppe D | Abschlusstabelle Gruppe D | Abschlusstabelle Gruppe D | Abschlusstabelle Gruppe D | Abschlusstabelle Gruppe D | Abschlusstabelle Gruppe D |
| Platz                     | Name                      | PP                        | SP                        | Pkte                      | Aufn.                     | GD                        | BED                       | HS                        |
| ------------------------- | ------------------------- | ------------------------- | ------------------------- | ------------------------- | ------------------------- | ------------------------- | ------------------------- | ------------------------- |
| 1                         | Filipos Kasidokostas      | 6                         | 6:0                       | 90                        | 68                        | 1,323                     | 1,428                     | 6                         |
| 2                         | Sergio Jiménez            | 4                         | 4:2                       | 81                        | 62                        | 1,306                     | 1,875                     | 7                         |
| 3                         | Mathias Swerke            | 2                         | 2:5                       | 79                        | 101                       | 0,782                     | 0,698                     | 4                         |
| 4                         | Joseph Danek              | 0                         | 1:6                       | 54                        | 105                       | 0,514                     | -                         | 3                         |

## Endrunde
|  | Viertelfinale Spiel auf zwei Gewinnsätze | Viertelfinale Spiel auf zwei Gewinnsätze | Viertelfinale Spiel auf zwei Gewinnsätze | Viertelfinale Spiel auf zwei Gewinnsätze | Viertelfinale Spiel auf zwei Gewinnsätze | Viertelfinale Spiel auf zwei Gewinnsätze |                      |                  | Halbfinale Spiel auf zwei Gewinnsätze | Halbfinale Spiel auf zwei Gewinnsätze | Halbfinale Spiel auf zwei Gewinnsätze | Halbfinale Spiel auf zwei Gewinnsätze | Halbfinale Spiel auf zwei Gewinnsätze | Halbfinale Spiel auf zwei Gewinnsätze |      |      | Finale Spiel auf zwei Gewinnsätze | Finale Spiel auf zwei Gewinnsätze | Finale Spiel auf zwei Gewinnsätze | Finale Spiel auf zwei Gewinnsätze | Finale Spiel auf zwei Gewinnsätze | Finale Spiel auf zwei Gewinnsätze |
|  |                                          |                                          |                                          |                                          |                                          |                                          |                      |                  |                                       |                                       |                                       |                                       |                                       |                                       |      |      |                                   |                                   |                                   |                                   |                                   |                                   |
|  |                                          | SP                                       | Pkt.                                     | Auf.                                     | ED                                       | HS                                       |                      |                  |                                       |                                       |                                       |                                       |                                       |                                       |      |      |                                   |                                   |                                   |                                   |                                   |                                   |
|  |                                          | SP                                       | Pkt.                                     | Auf.                                     | ED                                       | HS                                       |                      |                  |                                       |                                       |                                       |                                       |                                       |                                       |      |      |                                   |                                   |                                   |                                   |                                   |                                   |
|  | Filipos Kasidokostas                     | 2                                        | 44                                       | 33                                       | 1,333                                    | 6                                        |                      |                  |                                       |                                       |                                       |                                       |                                       |                                       |      |      |                                   |                                   |                                   |                                   |                                   |                                   |
|  | Filipos Kasidokostas                     | 2                                        | 44                                       | 33                                       | 1,333                                    | 6                                        |                      | SP               | Pkt.                                  | Auf.                                  | ED                                    | HS                                    |                                       |                                       |      |      |                                   |                                   |                                   |                                   |                                   |                                   |
|  | Erwin van den Heuvel                     | 1                                        | 33                                       | 33                                       | 1,000                                    | 6                                        |                      | SP               | Pkt.                                  | Auf.                                  | ED                                    | HS                                    |                                       |                                       |      |      |                                   |                                   |                                   |                                   |                                   |                                   |
|  | Erwin van den Heuvel                     | 1                                        | 33                                       | 33                                       | 1,000                                    | 6                                        | Filipos Kasidokostas | 2                | 30                                    | 24                                    | 1,250                                 | 9                                     |                                       |                                       |      |      |                                   |                                   |                                   |                                   |                                   |                                   |
|  |                                          | SP                                       | Pkt.                                     | Auf.                                     | ED                                       | HS                                       | Filipos Kasidokostas | 2                | 30                                    | 24                                    | 1,250                                 | 9                                     |                                       |                                       |      |      |                                   |                                   |                                   |                                   |                                   |                                   |
|  |                                          | SP                                       | Pkt.                                     | Auf.                                     | ED                                       | HS                                       |                      | Jeffrey Jorissen | 0                                     | 18                                    | 23                                    | 0,782                                 | 5                                     |                                       |      |      |                                   |                                   |                                   |                                   |                                   |                                   |
|  | Jeffrey Jorissen                         | 2                                        | 30                                       | 33                                       | 0,909                                    | 5                                        |                      | Jeffrey Jorissen | 0                                     | 18                                    | 23                                    | 0,782                                 | 5                                     |                                       |      |      |                                   |                                   |                                   |                                   |                                   |                                   |
|  | Jeffrey Jorissen                         | 2                                        | 30                                       | 33                                       | 0,909                                    | 5                                        |                      |                  |                                       |                                       |                                       |                                       |                                       | SP                                    | Pkt. | Auf. | ED                                | HS                                |                                   |                                   |                                   |                                   |
|  | Roel Goemans                             | 0                                        | 11                                       | 32                                       | 0,343                                    | 4                                        |                      |                  |                                       |                                       |                                       |                                       |                                       | SP                                    | Pkt. | Auf. | ED                                | HS                                |                                   |                                   |                                   |                                   |
|  | Roel Goemans                             | 0                                        | 11                                       | 32                                       | 0,343                                    | 4                                        | Filipos Kasidokostas | 2                | 40                                    | 37                                    | 1,081                                 | 5                                     |                                       |                                       |      |      |                                   |                                   |                                   |                                   |                                   |                                   |
|  |                                          | SP                                       | Pkt.                                     | Auf.                                     | ED                                       | HS                                       | Filipos Kasidokostas | 2                | 40                                    | 37                                    | 1,081                                 | 5                                     |                                       |                                       |      |      |                                   |                                   |                                   |                                   |                                   |                                   |
|  |                                          | SP                                       | Pkt.                                     | Auf.                                     | ED                                       | HS                                       |                      | Sergio Jiménez   | 1                                     | 33                                    | 36                                    | 0,916                                 | 5                                     |                                       |      |      |                                   |                                   |                                   |                                   |                                   |                                   |
|  | Carlos Crespo                            | 2                                        | 41                                       | 29                                       | 1,413                                    | 6                                        |                      | Sergio Jiménez   | 1                                     | 33                                    | 36                                    | 0,916                                 | 5                                     |                                       |      |      |                                   |                                   |                                   |                                   |                                   |                                   |
|  | Carlos Crespo                            | 2                                        | 41                                       | 29                                       | 1,413                                    | 6                                        |                      | SP               | Pkt.                                  | Auf.                                  | ED                                    | HS                                    |                                       |                                       |      |      |                                   |                                   |                                   |                                   |                                   |                                   |
|  | Stéphane Schillinger                     | 1                                        | 26                                       | 28                                       | 0,928                                    | 3                                        |                      | SP               | Pkt.                                  | Auf.                                  | ED                                    | HS                                    |                                       |                                       |      |      |                                   |                                   |                                   |                                   |                                   |                                   |
|  | Stéphane Schillinger                     | 1                                        | 26                                       | 28                                       | 0,928                                    | 3                                        | Carlos Crespo        | 1                | 24                                    | 23                                    | 1,043                                 | 4                                     |                                       |                                       |      |      |                                   |                                   |                                   |                                   |                                   |                                   |
|  |                                          | SP                                       | Pkt.                                     | Auf.                                     | ED                                       | HS                                       | Carlos Crespo        | 1                | 24                                    | 23                                    | 1,043                                 | 4                                     |                                       |                                       |      |      |                                   |                                   |                                   |                                   |                                   |                                   |
|  |                                          | SP                                       | Pkt.                                     | Auf.                                     | ED                                       | HS                                       |                      | Sergio Jiménez   | 2                                     | 35                                    | 23                                    | 1,521                                 | 9                                     |                                       |      |      |                                   |                                   |                                   |                                   |                                   |                                   |
|  | Wesley de Jaeger                         | 0                                        | 22                                       | 30                                       | 0,733                                    | 3                                        |                      | Sergio Jiménez   | 2                                     | 35                                    | 23                                    | 1,521                                 | 9                                     |                                       |      |      |                                   |                                   |                                   |                                   |                                   |                                   |
|  | Wesley de Jaeger                         | 0                                        | 22                                       | 30                                       | 0,733                                    | 3                                        |                      |                  |                                       |                                       |                                       |                                       |                                       |                                       |      |      |                                   |                                   |                                   |                                   |                                   |                                   |
|  | Sergio Jiménez                           | 2                                        | 30                                       | 31                                       | 0,967                                    | 7                                        |                      |                  |                                       |                                       |                                       |                                       |                                       |                                       |      |      |                                   |                                   |                                   |                                   |                                   |                                   |
|  | Sergio Jiménez                           | 2                                        | 30                                       | 31                                       | 0,967                                    | 7                                        |                      |                  |                                       |                                       |                                       |                                       |                                       |                                       |      |      |                                   |                                   |                                   |                                   |                                   |                                   |

Quellen:

## Abschlusstabelle
| MP    | Match Points (Sieger = 2; Unentschieden = 1; Verlierer = 0) |
| Pkte. | Erzielte Karambolagen                                       |
| Aufn. | Benötigte Versuche                                          |
| GD    | Generaldurchschnitt                                         |
| BED   | Bester Einzeldurchschnitt eines Spielers                    |
| HS    | Höchstserie                                                 |
|       | Bester GD des Turniers                                      |
|       | Bester ED des Turniers                                      |
|       | Beste HS des Turniers                                       |
|       | 1. Platz (Gold)                                             |
|       | 2. Platz (Silber)                                           |
|       | 3. Platz (Bronze)                                           |

| Endklassement              | Endklassement | Endklassement        | Endklassement | Endklassement | Endklassement | Endklassement | Endklassement | Endklassement | Endklassement |
| Phase                      | Platz         | Name                 | MP            | SV            | Pkt.          | Aufn.         | GD            | BED           | HS            |
| -------------------------- | ------------- | -------------------- | ------------- | ------------- | ------------- | ------------- | ------------- | ------------- | ------------- |
| Finale                     | 1             | Filipos Kasidokostas | 12:0          | 12:2          | 204           | 162           | 1,259         | 1,428         | 9             |
| Finale                     | 2             | Sergio Jiménez       | 8:4           | 9:5           | 179           | 152           | 1,177         | 1,875         | 7             |
| Halb- finale               | 3             | Carlos Crespo        | 8:2           | 9:4           | 164           | 164           | 1,000         | 1,413         | 7             |
| Halb- finale               | 3             | Jeffrey Jorissen     | 6:4           | 7:4           | 139           | 155           | 0,896         | 1,071         | 5             |
| Viertel- finale            | 5             | Wesley de Jaeger     | 6:2           | 6:3           | 126           | 144           | 0,875         | 1,428         | 9             |
| Viertel- finale            | 6             | Stéphane Schillinger | 4:4           | 6:6           | 143           | 153           | 0,934         | 1,200         | 7             |
| Viertel- finale            | 7             | Erwin van den Heuvel | 4:4           | 5:5           | 115           | 126           | 0,912         | 0,972         | 6             |
| Viertel- finale            | 8             | Roel Goemans         | 2:6           | 3:6           | 83            | 161           | 0,515         | 0,638         | 5             |
| Gruppen- phase             | 9             | Steven van Acker     | 4             | 4:4           | 95            | 109           | 0,871         | 1,000         | 7             |
| Gruppen- phase             | 10            | Thierry Amar         | 2             | 2:4           | 73            | 109           | 0,669         | 0,857         | 6             |
| Gruppen- phase             | 11            | Mathias Swerke       | 2             | 2:5           | 79            | 101           | 0,782         | 0,698         | 4             |
| Gruppen- phase             | 12            | Philipp Jaklin       | 2             | 2:5           | 58            | 131           | 0,442         | 0,566         | 3             |
| Gruppen- phase             | 13            | Balázs Léb           | 2             | 2:4           | 50            | 89            | 0,561         | 1,071         | 4             |
| Gruppen- phase             | 14            | Thomas Knudsen       | 0             | 3:6           | 106           | 155           | 0,683         | -             | 6             |
| Gruppen- phase             | 15            | Alain Houlman        | 0             | 1:6           | 66            | 122           | 0,540         | -             | 6             |
| Gruppen- phase             | 16            | Joseph Danek         | 0             | 1:6           | 54            | 105           | 0,514         | -             | 3             |
| Turnierdurchschnitt: 0,810 |               |                      |               |               |               |               |               |               |               |